# محافظة ضباء
محافظة ضباء هي إحدى محافظات منطقة تبوك في السعودية، وعاصمتها الإدارية مدينة ضباء.

## المراكز التابعة
يتبع المحافظة:
- من الشمال: مراكز الخريبة وشرما والصورة والمويلح والغال.
- من الشرق: بلدة أشواق والخريطة والبديع وأبو العجاج والديسة ومدان ونبع داما والنابع وشغب.
- من الجنوب: قرية العمود وأبو سلمة.

## السكان
بلغ عدد سكان محافظة ضباء (54,917) نسمة حسب تعداد السعودية 2022، عدد السعوديين (33,663) نسمة، وعدد غير السعوديين (21,254) نسمة.

## المعالم الأثرية
- ميناء ضباء.
- المبنى العثماني الزائل.
- المبنى السعوديّ القائم.
- أبراج قلعة ضبا.
- صهريج قلعة ضبا.
- تريم، تبعد 65 كم شمال ضباء.

## المعالم السياحية
من أبرز معالمها السياحية:
- قلعة الملك عبد العزيز.
- قلعة الأزلم.
- آثار ضباء.
- منتزه الأمير فهد بن سلطان.
- كورنيش ضباء الجديد.
- قلعة المويلح، تبعد 45 كم عن مدينة ضباء.
- عين الديسة، تبعد 120 كم تقريباً عن مدينة ضباء.
- ميناء ضباء التجاري.
- جامع الأمير فهد بن سلطان.
- حديقة الميزان.
- خليج ضباء (مرسى القوارب).